# Phragmidium arcticum
Phragmidium arcticum är en svampart som beskrevs av Lagerh. 1908. Phragmidium arcticum ingår i släktet Phragmidium och familjen Phragmidiaceae.   Inga underarter finns listade i Catalogue of Life.